# Астрономия
Астрономията (от старогръцки: ἀστρονομία) е природна наука, изучаваща движението, строежа и развитието на небесните тела. Предмет на изучаване са системите и явленията извън пределите на земната атмосфера – обекти, като Слънцето, планетите, астероидите, кометите, метеоритите, космическото пространство, звездите, галактиките, и явления, като избухването на свръхнови, гама експлозиите, квазарите, пулсарите и реликтовото излъчване. Дял на астрономията е и космологията, изучаваща Вселената като цяло.
Астрономията е една от най-древните естествени науки. Доисторическите култури са оставили след себе си артефакти с астрономическо предназначение, като Стоунхендж. А първите цивилизации на вавилонците, гърците, китайците, индийците и маите са провеждали методични наблюдения на нощното небе. След изобретяването на телескопа, развитието на астрономията се ускорява значително. Исторически астрономията е включвала астрометрия, навигация по звездите, наблюдателна астрономия, създаване на календари, и дори астрология. В наши дни професионалната астрономия често се възприема като синоним на астрофизиката.
През 20 век астрономията е разделена на два основни клона – наблюдателна и теоретична. Наблюдателната астрономия има за цел получаването на данни за небесните тела чрез различни методи на наблюдение, които след това се анализират чрез законите на физиката. Теоретичната астрономия изучава процесите, протичащи във Вселената, които биха могли да обяснят получените от наблюдателната астрономия данни. За целта се разработват математически модели и се извършват компютърни симулации. Тези два клона се допълват взаимно: теоретичната астрономия търси обяснение на наблюдаваните явления, а наблюдателната астрономия се използва за проверка на теоретичните хипотези. Освен това астрономическите наблюдения предоставят важна информация, позволяваща проверка на фундаменталните теории във физиката – например общата теория на относителността.
Астрономията е една от най-древните науки, използващи научния метод още по времето на Древна Гърция. Тя е една от малкото науки, в която непрофесионалистите продължават да играят активна роля, особено при откриването и изучаването на краткотрайни явления. Астрономите любители са допринесли в значителна степен за извършването на важни астрономически открития.
Астрономията не бива да се бърка с астрологията. Макар че двете имат общ произход и боравят със сходни понятия, те са коренно различни.

## Етимология
Терминът идва от гръцки език αστρο-νομία и е образуван от древногръцките думи „астрон“ (на старогръцки: ἄστρον) – „звезда“ и „номос“ (на старогръцки: νόμος) – „закон“ или „култура“ и дословно означава – „закон на звездите“.

## История на астрономията
В древността астрономията се е ограничавала с наблюденията и предсказването на движенията на видимите с просто око небесни тела. Библията съдържа информация (според религиозните представи) за положението на Земята във Вселената, както и за това какво представляват планетите и звездите, като тонът е по-скоро поетичен, отколкото фактологичен (виж библейска космология).
Според древни индийски текстове, индийските астрономи са познавали 27 съзвездия, свързани с движението на Слънцето и са разделяли небето на 12 зодиакални участъка.
В Древна Гърция астрономията се развива, като е измислена системата за определяне на видимата величина на даден небесен обект. Аристотел смята, че Земята е центърът на Вселената и че всички небесни тела се въртят около Земята по кръгови траектории.
През Средновековието астрономията е един от основните седем предмета, изучавани в университетите, но наблюдателната астрономия в Европа се намира в застой чак до 16 век, когато работи Тихо Брахе. Междувременно наблюденията процъфтяват в Персия и други части на ислямския свят. Персийският астроном от края на 9 век ал-Фаргани изучава движението на небесните тела. Неговите трудове са преведени на латински през 12 век. В края на 10 век голяма за времето си обсерватория е построена близо до днешен Техеран от астронома ал-Кужанди, който наблюдава астрономически преходи на Слънцето над даден меридиан и изчислява наклона на земната ос спрямо еклиптиката. Също в Персия Омар Хаям реформира календара така, че той да има по-малка грешка от юлианския и доближавайки го по точност до григорианския календар. Аврам Захуто, живял през 15 век, адаптира основните резултати на астрономическата теория за нуждите на португалските мореплавателни експедиции.
В Европа по времето на Ренесанса Николай Коперник предлага хелиоцентричния модел на Слънчевата система. Трудът му бива доразвит от Галилео Галилей и Йохан Кеплер. Галилео пръв използва оптичен телескоп за наблюдение на небесни обекти. Кеплер първи описва точните закони на движение на небесните тела в Слънчевата система по елиптични орбити около Слънцето. Исак Нютон формулира теорията на всемирното привличане, извеждайки теоретично законите на Кеплер, като полага основните на небесната механика. Нютон построява и първия рефлекторен телескоп.
Впоследствие става ясно, че звездите са отдалечени много извън Слънчевата система. С навлизането на спектроскопията бива установено, че те представляват далечни звезди, като цяло сходни със Слънцето, но с разнообразна температура, маса и размери. Едва през 20 век е открито, че Млечният път е обособен като отделна група от звезди, както и че са налични множество други звездни образувания (галактики). Открито е също, че Вселената се разширява, като всички галактики се отдалечават една от друга, подобно на точките на повърхността на балон който бива надуван.
Съвременната астрономия открива множество неизвестни в миналото обекти като квазари, пулсари, блазари и радиогалактики. На базата на множество наблюдения са изградени физически теории, обясняващи някои от тези явления, като например теорията на черните дупки и неутронните звезди. Физическата космология постига значителен напредък през 20 век с теории като тези за Големия взрив, реликтовото излъчване, закона на Хъбъл и нуклеосинтеза на Големия взрив.

## Наблюдателна астрономия
Наблюдателната астрономия има за цел получаването на данни за небесните тела чрез различни методи на наблюдение, които след това се анализират чрез законите на физиката.
В наблюдателната астрономия информация за различните небесни тела и явления се получава главно след регистриране и анализ на светлина и други форми на електромагнитно излъчване. Наблюдават се и космическите лъчи, като в близко бъдеще се планира и използването на детектори на гравитационни вълни.
Според частта от електромагнитния спектър, който се използва за наблюдения, съществуват:
- Оптична астрономия. В исторически план оптичната астрономия е най-старата форма на астрономия.[4] Отначало изображенията на небесните тела се рисували на ръка. От края на 19 и през почти целия 20 век образите са се запазвали с фотографски методи. Съвременните изображения се снемат с цифрова фотография и най-вече със зарядно-свързани прибори CCD. За наблюденията се използват оптични системи и компоненти (огледала, лещи), с чиято помощ се наблюдава светлината в диапазона от нискочестотни ултравиолетови до високочестотни инфрачервени лъчи. Астрономията на видимата светлина в частност използва диапазона на видимата светлина с дължина на вълната от 400 до 700 nm.[4] Най-често използваните инструменти са телескопът и спектрографът.
- Инфрачервена астрономия: използва електромагнитни лъчения в инфрачервения диапазон. Най-често се използва телескоп, но за регистриране се използва детектор, чувствителен към инфрачервени лъчи. Инфрачервените вълни обаче се поглъщат силно от водните пари в атмосферата, което налага инфрачервените телескопи да се строят на високи и сухи места или да бъдат изведени на орбита.
- Радиоастрономията използва електромагнитни лъчения в областта на милиметровия обхват и по-нагоре.[5] Приемниците на радиотелескопите имат устройство, подобно на това на радиоапаратите, но със значително повишена чувствителност. Радиоастрономията се отличава от другите методи по това, че радиовълните се проявяват в по-голяма степен като вълни, отколкото като фотони. Затова е относително по-лесно да се измери тяхната амплитуда и фаза, което при по-къси вълни е затруднено.[5] Оптичната и радиоастрономията се извършват успешно от наземни обсерватории, защото земната атмосфера не пречи в значителна степен (с изключение на облаците, които влияят на оптичните наблюдения).
- Ултравиолетовата астрономия използва наблюдения в областта на високочестотното ултравиолетово излъчване с дължини на вълните между 100 и 3200 Å (10 до 320 nm).[5] Тъй като те се поглъщат от земната атмосфера, наблюденията се извършват от горните части на атмосферата или от орбита.
- Рентгеновата астрономия е изучаването на астрономически обекти с помощта на рентгенови лъчи. Астрономическите обекти излъчват рентгенови лъчи обикновено под формата на синхротронно лъчение, спирачно лъчение при температури на газа 107 (10 милиона) келвина и излъчване на абсолютно черно тяло при температури над 107 K.[5] Тъй като те също се поглъщат от земната атмосфера, наблюденията се извършват от горните части на атмосферата със стратосферни балони или чрез телескопи на орбита или от космоса.
- Астрономията с гама лъчи изучава обектите с помощта на най-късите вълни от електромагнитния спектър. Директното им наблюдение е възможно от космически апарати, като например Compton Gamma Ray Observatory или със специални телескопи, наречени „атмосферни телескопи на Черенков“.[5] Всъщност телескопите на Черенков не регистрират директно гама излъчването, а проблясъците от видима светлина, получени при поглъщането на гама лъчите в атмосферата на Земята.[6] Гама излъчването е много краткотрайно явление, но има и постоянни източници, като пулсари, неутронни звезди и бъдещи черни дупки.[5]
- Астрономия на частици неутрино и космически лъчи. За регистрирането на неутрино са необходими специални подземни съоръжения. Регистрираните неутрино идват основно от Слънцето, но също и от свръхнови звезди.[5] Космическите лъчи, които са поток от елементарни частици и ядра на химически елементи, при навлизането си в земната атмосфера водят до каскади от други частици, които могат да се наблюдават от обсерваториите.[7]
- Астрометрия и небесна механика – един от най-старите раздели на астрономията, а и на науката изобщо, занимава се с измерване на положението на небесните тела. В миналото точното знание за положението на Слънцето, Луната, планетите и звездите е от съществено значение за пътуванията и навигацията и за изработката на календари. През по-далечни исторически времена акуратното измерване на положенията на планетите е довело до разбирането на някои ефекти, дължащи се на гравитационното взаимодействие между небесните тела и извеждането на законите на небесната механика. В по-скорошно време проследяването на движението на т.нар. околоземни обекти (преминаващи близо до земната орбита комети, астероиди и др.) позволява да се предсказват евентуални сблъсъци.[8]

Измерването на звездния паралакс на близките звезди дава необходимата информация за определяне на скалата, която е необходима за оценка на разстоянията във Вселената, а оттам и за оценка на свойствата на по-отдалечените звезди, като се прави аналогия с по-близките. Измерването на радиалната скорост и собствените движения на звездните системи показва кинематиката им в рамките на нашата галактика Млечния път. Данни от астрометрията се използват и за определяне на разпределението на тъмната материя в галактиката. През 90-те години на ХХ век, астрометрията използва техника на измерване на Доплерово отместване за откриване на големи екзопланети около някои от близките звезди.

### Астрономически инструменти
- Бинокъл
- Телескоп
- Компютър
- Калкулатор
- Космическа обсерватория
- Телескоп на Максутов

## Теоретична астрономия
Теоретичната астрономия изучава процесите, протичащи във Вселената, които биха могли да обяснят получените от наблюдателната астрономия данни. За целта се разработват аналитични и математически модели и се извършват компютърни симулации. Аналитичните модели на даден процес дават по-добър поглед върху протичащите процеси, докато компютърните симулации могат да разкрият съществуването на феномени и ефекти, които иначе биха останали неизвестни.
Темите, над които се работи в теоретичната астрономия, включват: звездна динамика и звездна еволюция; формиране и еволюция на галактиките; големи образувания от материя във Вселената; произход на космическите лъчи; Обща теория на относителността и физическа космология и др. Приложена към астрофизиката, Общата теория на относителността служи като инструмент за оценка на свойствата на големи космически структури, при които гравитацията играе значителна роля в изследваните физически явления и е основата за изучаване на черните дупки и гравитационните вълни.
Някои от най-изучаваните и наложени теории и модели в астрономията са теория на Големия взрив, теориите за космическа инфлация, за наличието на тъмна материя, както и фундаменталните теории във физиката.
Таблицата илюстрира връзката между изследван от астрономията физически процес, експериментален подход, теоретичен модел и получен/очакван резултат:
| Физически процес     | Експеримент                       | Теоретичен модел               | Обяснява/предсказва                              |
| Гравитация           | Радиотелескоп                     | ефект на Nordtvedt             | Зараждане на звездна система                     |
| Термоядрен синтез    | Спектроскопия                     | Звездна еволюция               | Как светят звездите и същност на нуклеосинтеза   |
| Големия взрив        | Хъбъл (космически телескоп), COBE | Разширяваща се Вселена         | Възраст на Вселената                             |
| Квантови флуктуации  |                                   | Космическа инфлация            | Flatness problem                                 |
| Гравитационен колапс | Астрономия с рентгенови лъчи      | Обща теория на относителността | Черните дупки в центъра на галактиката Андромеда |
| CNO цикъл в звездите |                                   |                                |                                                  |

## Специфични подобласти
Съвременната астрономия съдържа специфични подобласти, някои от които са:
- Астрономия на Слънцето

Слънцето е най-често наблюдаваната звезда. Тя се намира на разстояние около осем светлинни минути и е типично джудже от главната последователност, спектрален клас G2 V, формирана преди около 4,6 милиарда години. Слънцето не се счита за променлива звезда, но се наблюдават периодични промени в неговата активност, наричани слънчев цикъл. Той е с продължителност от 11 години и се изразява в промяна на броя на слънчевите петна. Това са области с температура, по-ниска от съседните им области и наличието им се обяснява с интензивна магнитна активност.
- Планетология

Планетологията изучава състава и структурата на планетите, естествените им спътници, астероидите, кометите от Слънчевата система, както и извън нея. Главна роля в планетологията заемат науките геология, биология, геохимия и астробиология. До 1993 г. планетологията се занимава с планетарните обекти в Слънчевата система. След откритието на екстрасоларни планети областта на изследване значително се разширява. Включва се проучването на екзотични, екстрасоларни обекти, например планетите около неутронни звезди. Слънчевата система е сравнително добре изучена, отначало с телескопи, а след това с космически апарати. Това предоставя добра основа за разбиране на процесите на формиране и еволюция на планетарните системи, макар че новите открития продължават.
- Звездна астрономия

Изучаването на звездите и тяхната еволюция играе фундаментална роля за разбирането ни за Вселената. Астрофизиката на звездите използва наблюдателна астрономия и теоретични модели за протичащите във вътрешността им процеси.
Формирането на звездите става в райони с голяма плътност на прах и газове, наричани тъмни мъглявини (на английски: Dark nebula). При определени условия облачните фрагменти се свиват под влиянието на гравитацията и образуват протозвезда. При наличието на достатъчно плътно и горещо ядро започва термоядрен синтез и се формира звезда от главна последователност. Почти всички химически елементи, по-тежки от водорода и хелия, са синтезирани във вътрешността на звездите.
- Галактическа астрономия: изучава структурата на нашата и други галактики.
- Извънгалактическа астрономия: изучава обекти извън Млечния път.
- Космологията изучава едромащабната структура, произхода и еволюцията на Вселената.

Други дисциплини, които биха могли да бъдат причислени към астрономията, са
- Астробиология: изучава процесите, които биха довели до зараждането и еволюцията на живота във Вселената.
- Археоастрономия
- Астрохимия
- Астросоциобиология
- Астрофилософия

## Любителска астрономия
Астрономията е една от науките, в която непрофесионалистите продължават да играят активна роля.
Астрономите любители наблюдават множество астрономически обекти и феномени с оборудване, което често построяват сами. Най-честите им обекти са Луната, планетите, звездите, кометите, метеоритните дъждове, но също така и съзвездия, мъглявини и галактики. Любителската астрофотография документира нощното небе. Много от любителите се специализират в наблюдаването на определени обекти.
Любителите работят най-вече във видимия диапазон на спектъра (оптична астрономия), но някои експериментират и с други диапазони, като за целта използват оптични телескопи с инфрачервени филтри. В областта на радиоастрономията за пионер на любителската астрономия се счита Карл Янски от Bell Labs, който конструира специална антена през 1931 г., тъй като компанията му иска да използва този обхват за трансатлантически радиотелефонни услуги. Целта му е да намери начин за намаляване на влиянието на смущенията. Сред тези смущения той регистрира фоново радиоизлъчване, чийто източник се оказва центърът на нашата галактика.